# Dieter H. Vogel

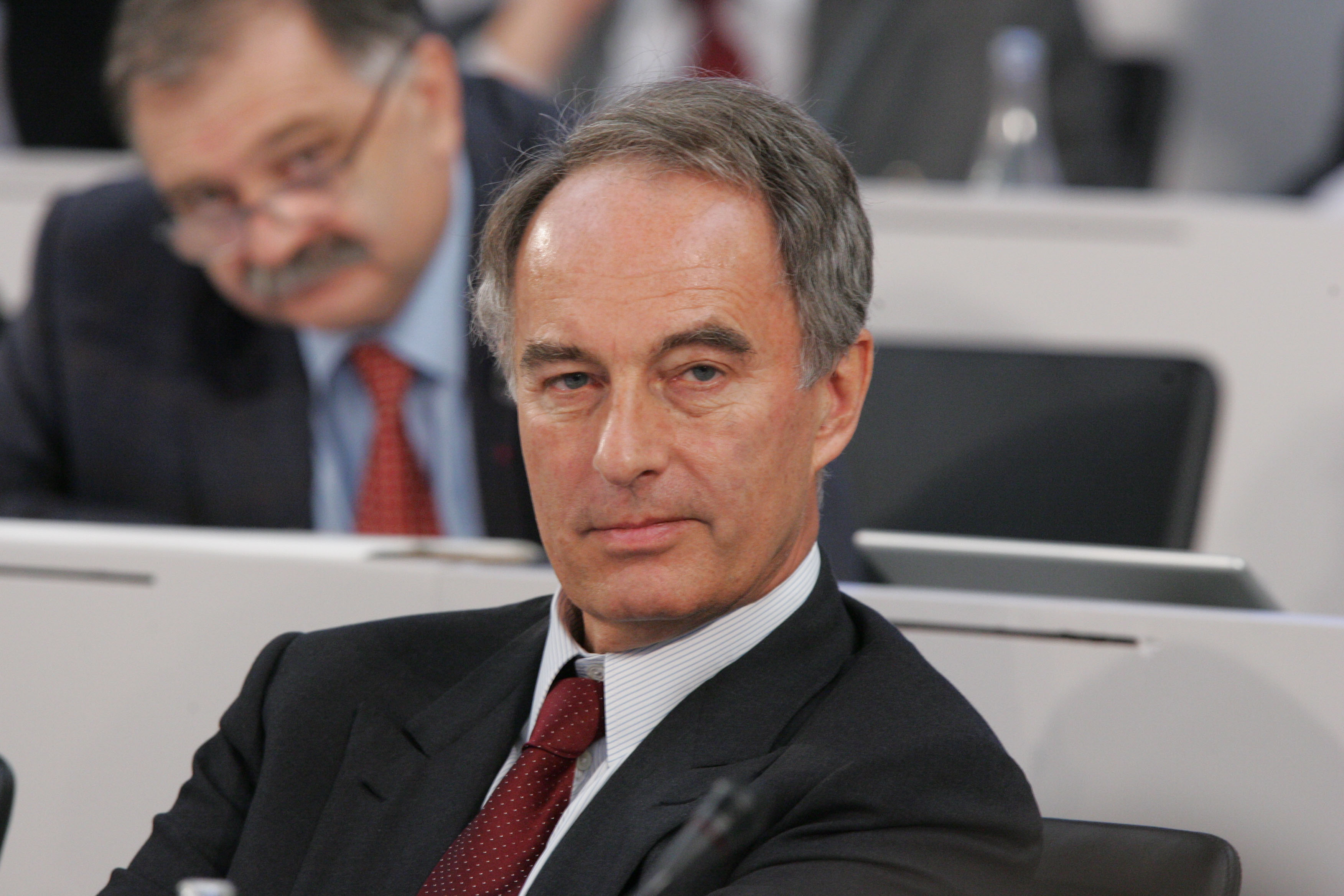
Dieter H. Vogel auf dem International Bertelsmann Forum im Jahr 2006

Dieter Hans Vogel (* 14. November 1941 in Eger, Reichsgau Sudetenland) ist ein deutscher Maschinenbauingenieur, Industriemanager und Unternehmer.

## Leben

### Herkunft
Vogel wurde als Sohn eines Professors für Mathematik in Eger im heutigen Tschechien geboren. Bei Kriegsende floh die Familie nach Westen und Vogel wuchs in Berchtesgaden auf. Nach der Scheidung heiratete seine Mutter den Geschäftsführer einer mittelständischen Musikalienfirma, der Vogel adoptierte. Vogel wollte zunächst, wohl auch aufgrund seiner familiären Prägung, Opernsänger werden.

### Ausbildung
Nach dem Abitur 1961 am humanistischen Heinrich-von-Gagern-Gymnasium in Frankfurt/Main studierte Vogel als Stipendiat der Studienstiftung des deutschen Volkes Maschinenbau an der Technischen Hochschule Darmstadt und erhielt nach dem Diplom-Examen 1966 den Hochschulpreis. 1967–1970 war er wissenschaftlicher Assistent von Prof. Thomas am Institut für Thermische Turbomaschinen an der TH München und promovierte dort 1969 „summa cum laude“ zum Dr.-Ing. mit der Arbeit „Selbsterregte Schwingungen von Turbinenläufern“.

### Berufliches Wirken
Vogel startete 1970 sein Berufsleben als Vorstandsassistent der Bertelsmann AG, wo er 1974 zum stellvertretenden Vorsitzenden der Geschäftsführung der technischen Betriebe in Gütersloh aufrückte. 1975 wechselte er in den Vorstand der Pegulan-Werke in Frankenthal, wo er von 1978 bis 1985 als Vorstandsvorsitzender fungierte. Vogel entwickelte das angeschlagene Unternehmen zum europäischen Marktführer im Bereich Heimausstattung und zum führenden Lieferer thermoplastischer Stoßstangen für die Automobilindustrie. 1980 ernannte die British American Tobacco (BAT) in Deutschland, die mehrheitlich Pegulan übernommen hatte, Vogel gleichzeitig zum stellvertretenden Vorstandsvorsitzenden.
1986 wurde Vogel zum Vorstandsvorsitzenden der Thyssen Handelsunion AG berufen, womit er auch dem Vorstand der Thyssen AG in Duisburg angehörte. 1991 rückte er zum stellvertretenden Vorsitzenden der Thyssen AG auf und übernahm schließlich 1996 den Vorstandsvorsitz des damals 120.000 Mitarbeiter zählenden Stahl- und Technologiekonzerns mit einem Jahresumsatz von mehr als 40 Mrd. DM. Ein gegen Vogel und ein Dutzend weiterer Thyssen-Manager 1995 eingeleitetes Ermittlungsverfahren, wegen angeblicher Untreue bei der Abwicklung des einstigen DDR-Außenhandelsunternehmens VEB Metallurgiehandel im Auftrag der Treuhandanstalt, wurde 1998 eingestellt. Als Auflage für die Verfahrenseinstellung wurde die Zahlung von 5 Millionen Euro für mildtätige Zwecke vereinbart, die mit Einverständnis aller Beteiligten von Thyssen beglichen wurde. Nach Abwehr des Übernahmeversuchs der Thyssen AG durch die kleinere KruppHoesch AG übernahm Thyssen Anfang 1997 die Mehrheit der KruppHoesch Stahl AG. Vogel wurde Vorsitzender des Aufsichtsrats.
Bei den wenige Monate später durch Vogel begonnenen Fusionsverhandlungen über die verbliebenen Bereiche der Friedrich Krupp AG gab es unterschiedliche Auffassungen zwischen Vogel und Teilen des Thyssen-Aufsichtsrats. Vogel trat im Mai 1998 zurück und machte sich als geschäftsführender Gesellschafter der Private-Equity-Gesellschaft Bessemer, Vogel &Treichl GmbH (BVT) in Düsseldorf selbständig. BVT ging 2005 in die Lindsay Goldberg Bessemer & Vogel GmbH und 2007 in die Lindsay Goldberg Vogel GmbH (LGV) auf, an der Vogel einen Anteil von 80 % übernahm. Bis September 2020 steuerte Vogel als Chairman und Managing Partner die europäischen Aktivitäten der Lindsay Goldberg-Fonds, die zum Zeitpunkt seines Ausscheidens mehr als $11 Mrd. Eigenkapital verwalteten. In dieser Zeit realisierte LGV insgesamt 36 Transaktionen.
Seit Oktober 2020 konzentriert sich Vogel auf die Aktivitäten seines Family Office (Cassiopeia GmbH), das Beteiligungen an mehreren Industrie- und Dienstleistungsfirmen hält.
1987 berief Reinhard Mohn Vogel in den Aufsichtsrat der Bertelsmann AG und ernannte ihn 1991 zu seinem Nachfolger als Aufsichtsratsvorsitzender. Seither war Vogel auch Mitglied und ab 2007 stv. Vorsitzender der Bertelsmann Verwaltungsgesellschaft (BVG), die 100 Prozent der Stimmrechte der Bertelsmann AG kontrolliert. Nachdem Gerd Schulte-Hillen ab 2000 den Aufsichtsratsvorsitz übernommen hatte, aber 2003 von Bertelsmann-Patriarchen Mohn persönlich zum Rücktritt gedrängt wurde, übernahm Vogel bis Ende 2007 wieder den Aufsichtsratsvorsitz der Bertelsmann AG. Im August 2007 wurde er von Reinhard Mohn zum Vorsitzenden des Kuratoriums der gemeinnützigen Bertelsmann Stiftung berufen. Er gehörte dem Gremium bereits seit Januar 2004 an. Mohn hatte die Stiftung 1977 ins Leben gerufen, um sein Lebenswerk zu sichern. Im Jahr 2011 zog sich Vogel aus Altersgründen aus der Bertelsmann Stiftung zurück, blieb dem Bertelsmann-Konzern aber in seiner Funktion bei der Bertelsmann Verwaltungsgesellschaft bis 31. Dezember 2017 verbunden.
Ab dem 24. März 1999 gehörte Vogel auf Vorschlag von Bundeskanzler Gerhard Schröder als Nachfolger von Heinz Dürr dem Aufsichtsrat der Deutschen Bahn AG als Vorsitzender an, schied dort aber am 7. März 2001 nach Unstimmigkeiten mit der Bundesregierung hinsichtlich seines Konzepts der Trennung von Schienennetz und Bahnbetrieb aus. Vogel hatte von 2003 bis 2007 den Vorsitz im Aufsichtsrat des Büdelsdorfer Telekommunikationsunternehmens Mobilcom AG inne, nachdem er im Auftrag der Bundesregierung mit France Telecom den Sanierungsplan erarbeitet hatte. Durch seine Tätigkeit bei dem New Yorker Finanzinvestor Lindsay Goldberg, der das traditionsreiche Duisburger Handelshaus Klöckner & Co SE erwarb, wurde Vogel 2005 Aufsichtsratsvorsitzender bei dem weltgrößten werksunabhängigen Werkstoffhändler. Diese Funktion hat Vogel auch nach dem Börsengang des Unternehmens und der Veräußerung der Lindsay-Goldberg-Anteile in 2007 weiter behalten. Vogel war im Laufe seiner Karriere ferner Aufsichtsrat der Gerling Konzern Allgemeine Versicherungen AG, der Commerzbank AG, der Aachen Münchener Beteiligungs-AG, der EXPO 2000 Hannover GmbH, der Fissler GmbH sowie Vorsitzender des Aufsichtsrats der ABB AG, der Wacker Construction Equipment AG, der WCM AG und der Freenet AG. Im Bereich der internetbasierten Unternehmen ist Vogel Aufsichtsrat und Gesellschafter der Kölner Medienagentur denkwerk GmbH. Vogel ist außerdem Träger des Ludwig-Erhard-Preises (1995), Honorarprofessor der TU München (2004) und Ehrensenator der TU München (2024).

### Persönliches Engagement
Vogel hat über die Bertelsmann Stiftung hinaus eine Reihe von weiteren gemeinnützigen Positionen inne. Er war von 1999 bis 2023 Vorsitzender des Freundeskreises und Aufsichtsrat der Deutschen Oper am Rhein Düsseldorf/Duisburg, ist seit 2010 Mitglied des Kuratoriums der Gesellschaft der Freunde von Bayreuth sowie seit 2002 stellvertretender Vorsitzender des Kuratoriums der Karl Schiller-Stiftung. Mit seiner 2008 verstorbenen Frau gründete Vogel 2007 die Ursula und Prof. Dr.-Ing. Dieter H. Vogel-Stiftung, die mit einem Stiftungsvermögen von 1 Mio. € dotiert ist.